# Victoria triplaga
Victoria triplaga är en fjärilsart som beskrevs av Louis Beethoven Prout 1915. Victoria triplaga ingår i släktet Victoria och familjen mätare. Inga underarter finns listade i Catalogue of Life.